# Gvozdarus balushkini
Gvozdarus balushkini és una espècie de peix pertanyent a la família dels nototènids.

## Hàbitat
És un peix d'aigua marina, pelàgic-oceànic i de clima polar.

## Distribució geogràfica
Es troba a l'oceà Antàrtic: el mar de Weddell.

## Observacions
És inofensiu per als humans.